# Хидравлични добавки
Хидравличните добавки при производството на цимент са финосмлени минерални (неорганични) материали, които, смесени с въздушна вар, образуват смесени свързващи вещества. Тези смесени свързващи вещества от своя страна след първоначалното свързване и втвърдяване на въздух могат да продължат да се втвърдяват и да повишават якостта си и под вода, т.е. придобиват хидравлични свойства. По същество хидравличните добавки, наричани още пуцоланови (pozzolana), не представляват свързващи вещества. Характерни са с това, че съдържат значително количество аморфен (химически активен) силициев диоксид, а някои от тях и алуминиев оксид. Химичният им състав обуславя тяхната способност да взаимодействат с калциевия хидроксид (гасена вар), като при това взаимодействие се образуват калциеви хидросиликати, калциеви хидроалуминати и/или калциеви хидроалумосиликати. Това са продукти, аналогични на тези, които се получават при реакцията между портландцимент и вода. При взаимодействието (хидратацията) на портландцимента с вода се отделя значително количество калциев хидроксид (портландит), което може да достигне до 15% от продуктите на хидратация на цимента. Когато в състава му са включени и хидравлични добавки, същите взимодействат химически с портландита, като при това се формират калциеви хидросиликати и калциеви хидроалуминати, които са със значително по-малка разтворимост от калциевия хидроксид. По този начин се повишава химичната и корозионна устойчивост на циментовия камък, особено срещу действието на меки води.
Класификация според произхода им:
1. Естествени – от различни видове скали
  1. От вулканичен произход – трас, пуцолан, вулканични туфи, вулканично стъкло
  2. От седиментен произход – диатомит, трепел, различни глини, съдържащи кремъчно вещество
2. Изкуствени
  1. Смлени изпечени глини (включително смлени керамични отпадъци)
  2. Гранулирана доменна шлака
  3. Пепел от ТЕЦ
  4. Микросилициев прах
  5. Активен метакаолин

## Видове хидравлични добавки
Трас – скала от вулканичен произход, която, ситно смляна и смесена с вар, придобива свойството
да се свързва и втвърдява, както на въздух, така и под вода; използва се като хидравлична добавка в
разтвори и бетон и ги прави по-плътни и устойчиви на агресивна среда.
Вулканични туфи – скала с пореста структура от вулканичен произход, която в състава си има
по-голямо количество силициеви и алуминиеви окиси и по-малко количество калциеви и магнезиеви окиси;
ситно смлени и смесени с вода и свободната вар от портландциментовия клинкер, придобиват хидравлични свойства; използва се за бетони в хидротехническото строителство, защото ги прави устойчиви на агресивни води.
 Глинит – получава се от изпечени до 800 градуса глини, съдържащи повече от 12% диалуминиев триокис
или от изпечени тухлени отпадъци, стрити ситно на прах; използва се в циментови разтвори.
Високопещна гранулирана шлака – получава се като отпадъчен продукт при производството на
стоман и чугун и представлява стопени варовикови и глинести примеси, ситно смлени и смесени с вода,
може самостоятелно да се свързва и втвърдява, но при този процес се получава много ниска якост на веществото,
поради което високопещната гранулирана шлака се използва само като хидравлична добавка.